# 棱茎野靛棵
棱茎野靛棵（学名：Mananthes acutangula）为爵床科野靛棵属下的一个种。

## 扩展阅读
- 維基物種上的相關：棱茎野靛棵